# Wahlen 1967
◄◄ | ◄ | 1963 | 1964 | 1965 | 1966 | Wahlen 1967 | 1968 | 1969 | 1970 | 1971 | ► | ►►

Weitere Ereignisse
Die Liste der Wahlen 1967 umfasst Parlamentswahlen, Präsidentschaftswahlen, Referenden und sonstige Abstimmungen auf nationaler und subnationaler Ebene, die im Jahr 1967 weltweit abgehalten wurden.

## Termine
| Land           | Datum                | Link zur Wahl 1967                   | Link zur vorigen Wahl | Bemerkungen |
| -------------- | -------------------- | ------------------------------------ | --------------------- | ----------- |
| Niederlande    | 15. Februar          | Parlamentswahl in den Niederlanden   | 1963                  |             |
| Indien         | 15.–21. Feb.         | Parlamentswahl in Indien             |                       |             |
| BR Deutschland | 12. März             | Wahl zum Abgeordnetenhaus von Berlin | 1963                  |             |
| Frankreich     | 5. – 12. März        | Parlamentswahl in Frankreich         | 1962                  |             |
| Sierra Leone   | 17. März             | Parlamentswahl in Sierra Leone       | 1962                  |             |
| Swasiland      | 19.–20. April        | Parlamentswahlen in Swasiland        |                       |             |
| BR Deutschland | 23. April            | Landtagswahl in Rheinland-Pfalz      | 1963                  |             |
| BR Deutschland | 23. April            | Landtagswahl in Schleswig-Holstein   | 1962                  |             |
| Dänemark       | 29. April            | Parlamentswahl in Grönland           | 1963                  |             |
| Indien         | 6. Mai               | Präsidentschaftswahl in Indien       |                       |             |
| BR Deutschland | 4. Juni              | Landtagswahl in Niedersachsen        | 1963                  |             |
| DDR            | 2. Juli              | Volkskammerwahl                      | 1963                  |             |
| Mexiko         | 2. Juli              | Parlamentswahl in Mexiko             |                       | [ 1 ]       |
| Iran           | 4. August            | Parlamentswahl im Iran               |                       | [ 2 ]       |
| Grenada        | 24. August           | Parlamentswahl in Grenada            | 1962                  |             |
| Spanien        | Sep.–Okt.            | Parlamentswahl in Spanien            |                       | [ 3 ]       |
| Südvietnam     | 3. Sep. und 22. Okt. | Parlamentswahl in Südvietnam         |                       | [ 4 ]       |
| BR Deutschland | 1. Oktober           | Bürgerschaftswahl in Bremen          | 1963                  |             |
| Österreich     | 22. Oktober          | Landtagswahl in Oberösterreich       | 1961                  |             |
| Schweiz        | 29. Oktober          | Schweizer Parlamentswahlen           | 1963                  |             |
| Philippinen    | 14. November         | Parlamentswahl in den Philippinen    |                       | [ 5 ]       |
| Australien     | 25. November         | Parlamentswahl in Australien         |                       | [ 6 ]       |
| Nordkorea      | 25. November         | Parlamentswahl in Nordkorea          |                       | [ 7 ]       |
| Schweiz        | 14. Dezember         | Bundesratswahl                       | 1966                  |             |